# Gemini (I Cavalieri dello zodiaco)
Saga dei Gemelli (双子座のサガ?, Jemini no Saga), conosciuto anche come Arles nella serie animata italiana, è uno dei personaggi della serie manga e anime I Cavalieri dello zodiaco di Masami Kurumada.
È il Cavaliere d'oro appartenente alla costellazione dei Gemelli, poi Grande Sacerdote (教皇?, Kyōkō,  lett. Papa) dopo essersi sostituito con l'inganno a Shin dell'Ariete e infine Specter di Ade. Ha un fratello gemello di nome Kanon, che gli succede come Cavaliere d'oro durante lo scontro con il dio dell'oltretomba.
Caratteristica peculiare del personaggio è quella di avere due personalità, una buona e pacifica e una malvagia, assetata di potere, desiderosa di usurpare Atena e governare sulla Terra; quest'ultima personalità è l'antagonista principale della prima parte della serie classica.
Nell'edizione italiana della Star Comics del manga classico e nell'adattamento Dynamic dei film, oltre che nei successivi manga tratti dalla serie come Episode G e Next Dimension, viene chiamato Saga dei Gemelli, traduzione fedele del nome originale, mentre nella prima edizione Granata Press del manga classico viene chiamato Gemini dei Gemelli.

## Creazione e concezione
In un'intervista del 1989 rilasciata sull'artbook Jump Gold Selection 3 Kurumada rivelò di aver deciso fin dal principio che il Grande Sacerdote avrebbe dovuto essere il Gold Saint dei Gemelli, ma era indeciso se fossero dovuti essere due gemelli o una sola persona con doppia personalità (alla fine furono utilizzate entrambe le idee). Il nome del personaggio, in origine, doveva essere Shura, ma poi tale nominativo fu assegnato al Gold Saint del Capricorno. La scelta del nome Saga deriva da una lettura alternativa dell'ideogramma che indica il sesso (inteso come divisione fra maschi e femmine). Il nome Arles (usato esclusivamente nell'anime classico durante il periodo in cui il personaggio assume il ruolo di Grande Sacerdote) fu invece scelto come nome provvisorio dallo sceneggiatore della serie Takao Kyoyama, in riferimento al filosofo Aristotele (Ar[istote]les).

## Biografia

### Serie classica
Saga è inizialmente il Cavaliere d'oro dei Gemelli, considerato da tutti un uomo valoroso dall'animo pacifico e generoso e perciò molto amato dagli abitanti del Santuario; senza che nessuno lo sapesse, tuttavia, egli era affetto dal disturbo dissociativo di identità e possedeva anche una parte malvagia, ambiziosa e assetata di potere. Un giorno suo fratello Kanon gli propose di uccidere Atena, il Grande Sacerdote e Aiolos del Sagittario per dominare sul Santuario: inorridito da quest'offerta, Saga la rifiutò con forza accusando il fratello di tradimento e imprigionandolo nella prigione di Capo Sounion, ai piedi dell'antico tempio di Poseidone, ma così facendo risvegliò la sua parte malvagia, che iniziò a mettere segretamente in atto il suo piano di conquista.
Dopo aver saputo della reincarnazione di Atena, Saga venne convocato dal Grande Sacerdote, che gli comunicò di aver scelto Aiolos e non lui come suo successore: Saga finse di accettare la decisione salvo poi raggiungere quest'ultimo sull'Altura delle Stelle per assassinarlo e assumerne le sembianze. Nei panni del Grande Sacerdote Saga cercò di uccidere la neonata Atena ma fallì a causa dell'intervento dello stesso Aiolos, che fuggì portando con sé la bimba: Saga bollò quindi Aiolos come traditore costringendolo alla fuga (durante la quale trovò la morte per mano di Shura del Capricorno) dopodiché cominciò a governare sul Santuario.
Tredici anni dopo la fuga di Aiolos, Saga cerca di eliminare Saori Kido, la reincarnazione di Atena, e i cinque Bronze Saints al suo seguito: stufo dai continui insuccessi dei suoi sottoposti decide di ricorrere ai Gold Saints, convocandoli al Santuario per proteggere le Dodici Case. Pur non essendo fisicamente presente nella casa dei Gemelli, Saga riesce comunque ad ostacolare i Bronze Saints: muovendo a distanza la sua Gold Cloth e generando delle potenti illusioni, Saga imprigiona Hyoga nell'Another Dimension prima di essere costretto alla ritirata da Shun.
Alcune ore più tardi, quando i Cavalieri di Atena hanno ormai completato la scalata del Santuario, Saga affronta prima Seiya e poi Ikki, entrambi giunti al suo cospetto, e nonostante sia in vantaggio per buona parte dello scontro non riesce ad impedire ai due di salvare Atena grazie allo scudo della statua della Dea situata vicino alla residenza del Grande Sacerdote. Saga si scontra quindi con Atena e, dopo che la sua parte buona ha ripreso il sopravvento, si suicida dopo averle chiesto perdono per i suoi crimini.
Tempo dopo scoppia una nuova guerra sacra tra Atena stessa e Ade e quest'ultimo riporta in vita Saga, Shion, Shura, Camus dell'Acquario, Death Mask del Cancro e Aphrodite dei Pesci arruolandoli nel suo esercito di Spectre con la missione di uccidere la Dea. Nonostante inizialmente sembrino passati dalla parte di Ade, Saga e gli altri Cavalieri d'oro fingono solamente di obbedire al Dio dell'Oltretomba in quanto il loro vero obbiettivo è quello di ottenere il sacrificio di Atena e ridestare il God Cloth della Dea. Al termine di un'estenuante scalata alle Dodici Case, nella quale uccidono Shaka della Vergine con l'Athena Exclamation, Saga, Shura e Camus arrivano al cospetto di Atena: la Dea, che ha compreso le loro reali intenzioni, decide di suicidarsi per poter giungere da viva nell'Oltretomba così da sfidare di persona Ade. Poco dopo anche Mur Dell’Ariete si unisce a Milo dello Scorpione e Aioria del Leone per lanciare l'Athena Exclamation contro Saga, Shura e Camus e vendicare la morte  di Shaka . Saga riappare alla Giudecca, insieme a tutti gli altri Gold Saints, sacrificandosi per distruggere l'immenso Muro del Pianto e permettere ai Bronze Saints di raggiungere Atena nell'Elisio.

#### Adattamento anime
Nell'adattamento anime realizzato negli anni ottanta le vicende che riguardano Saga sono state modificate. Egli non prende il posto di Shion, che uccide ugualmente sulla Star Hill, ma si sostituisce al "fratello" di quest'ultimo, Arles, un personaggio creato appositamente dalla Toei Animation, e quindi non da Kurumada. Viste le scarse informazioni su Arles e sulla sua morte per mano di Saga, lo sceneggiatore dell'anime Takao Koyama scrisse un racconto riempitivo intitolato "La storia segreta di Capricorn", nel quale veniva chiarito che Arles era la guardia del corpo ed il braccio destro di Shion, amato da quest'ultimo come un fratello, che intuì il piano malvagio di Saga e da quest'ultimo fu assassinato in un periodo antecedente al ritorno di Shura del Capricorno al Santuario e successivo alla fuga di Aiolos con Atena.
Saga compare anche nella saga di Asgard, presente solo nell'anime, sotto forma di spirito a Seiya per incoraggiarlo nella battaglia contro Hilda di Polaris.

### Episode G

Le due versioni di Saga, quella malvagia a sinistra e quella buona a destra, (dietro Aiolia) sulla copertina di un volume del manga Episode G.

In Episode G si scopre che, prima di attentare alla vita della neonata Atena, Saga venne contattato da Crono, signore dei Titani che era stato sconfitto e sigillato da Zeus millenni prima. Crono, che aveva bisogno della morte di Atena per i propri scopi, esortò Saga ad ucciderla, donando al Gold Saint dei Gemelli la daga d'oro mietitrice di Dei. Saga fallì l'assassinio e, dopo la fuga di Aiolos con Atena, cominciò a governare sul Grande Tempio, fingendo di allearsi sia con Crono che con Ponto, che stava portando avanti una sua strategia, atta a far scontrare i Titani (sudditi di Crono) con i Gold Saints, in modo da far morire i primi e poterne assorbire la forza.
Durante questo periodo, Saga riesce a piegare al suo volere Shura del Capricorno con il Genrō Maō-Ken, per poi rivelare la sua vera identità a Death Mask del Cancro, il quale gli rinnova spontaneamente il giuramento di fedeltà. Al nuovo alleato, Saga rivela i suoi piani, ovvero diventare come Ares, Dio della guerra e dei massacri. A conferma dei suoi obbiettivi, indossa dei nuovi paramenti, capaci di celare completamente la natura del suo cosmo e delle sue intenzioni, in modo tale da ingannare ancora più facilmente sia Ponto che Crono.
Quando Crono compare improvvisamente di fronte alla statua di Atena per impossessarsi della Megas Drepanon, Saga cerca inizialmente di facilitare il compito al Dio, ordinando a tutti i Gold Saints di non uscire dalle proprie case. Improvvisamente, però, la parte buona di Saga si risveglia e comincia una dura battaglia contro Crono. Ad un passo dalla vittoria, tuttavia, la parte malvagia ritorna a prendere il sopravvento su Saga, che si ritira. Per questo, nonostante gli interventi di Aiolia, Aldebaran e Shura, Crono riesce nel suo intento, liberando la Megas Drepanon e riconquistando il proprio corpo divino. Nell'epilogo della guerra, Saga decide di rimanere al Santuario, osservando da dietro le quinte la vittoria dei Gold Saints guidati da Aiolia contro Crono e Ponto.

### Next Dimension
In Next Dimension, che alterna gli avvenimenti del passato (la guerra del XVIII secolo contro Ade) con quelli del presente (cioè nel XX secolo, dopo la sconfitta del Dio nell'Oltretomba al termine della serie classica), Saga, insieme agli altri Gold Saints della sua epoca, compare sotto forma di spirito per aiutare Atena e Shijima di Virgo ad uscire da una distorsione spazio-temporale.

### Saintia Sho
In Saintia Sho - Le Sacre Guerriere di Atena, che funge da spin-off del manga di Kurumada, Saga compare nelle vesti di Grande Sacerdote quando percepisce il risveglio di Eris. Dopo che il suo lato malvagio viene epurato dallo scudo di Atena, nella battaglia finale alle Dodici Case, tale spirito ascende al cielo, tornando sulla Terra assieme alla dea della discordia. Dotato di un nuovo corpo, torna nuovamente a combattere Atena e i suoi seguaci.

### Soul of Gold
Nella serie ONA Soul of Gold, dopo aver distrutto il Muro del Pianto, tutti i Gold Saints (Saga compreso) vengono misteriosamente riportati in vita come Einherjar nei territori di Ásgarðr con l'obbiettivo di ostacolare il nuovo celebrante di Odino, Adreas Riise, e i suoi God Warrior (o Cavalieri di Asgard). Affronta uno di questi, Sigmund di Gram, che protegge Nifelheim, la stanza della nebbia all'interno dell'albero Yggdrasil. Sigmund è deciso a vendicare suo fratello Orion, che crede morto per colpa dei Saint di Atena, ma Saga si dimostra troppo superiore, riuscendo con poca difficoltà a frantumare parte dell'armatura del suo avversario. A questo punto, grazie anche all'intervento dello spirito del fratello che lo incita a non proseguire la battaglia, Sigmund capisce di star combattendo dalla parte sbagliata. Subito dopo, però, l'asgardiano cade sotto il controllo di Andreas e supplica Saga di ucciderlo. Ammirato dalla volontà dell'avversario, il Gold Saint dei Gemelli risveglia il suo God Cloth e sconfigge l'avversario, risparmiandogli però la vita.
Nel prosieguo della serie si scopre che è stato Odino a riportare in vita i Gold Saints ad Asgard allo scopo di fermare Andreas Riise che, controllato da Loki, intende utilizzare Yggdrasil per far rinascere la lancia Gungnir, un'arma divina dal potere sconfinato. Dopo aver tentato invano di uccidere la divinità con l'Atena Exclamation, usata insieme a Mu dell'Ariete e Dohko della Bilancia, Saga ricompare nella battaglia finale contro Loki, quando, insieme a tutti i Gold Saints, interviene per soccorrere Aiolia del Leone e Aiolos del Sagittario. Grazie a dei petali intrisi del sangue di Atena ed inviati proprio dalla Dea dall'Elisio, i dodici risvegliano i loro rispettivi God Cloths definitivi, sconfiggono Loki e salvano Asgard. Prima di lasciare ancora una volta il mondo dei vivi, i Gold Saints vengono contattati da Poseidone che, risvegliato dal cosmo dei dodici, si offre di usare la propria forza divina per inviare i Gold Cloths in aiuto dei cinque Bronze Saints, impegnati a combattere Ade nell'Elisio.

### Saint Seiya Final EditionEpisode 0
Questo capitolo inserito nella Saint Seiya Final Edition di Kurumada si svolge parallelamente alla fuga di Aiolos di Sagitter con la piccola Atena. Dopo aver salvato la Dea da Saga, Aiolos è costretto ad attraversare le Dodici Case per fuggire dal Santuario. Dopo aver sconfitto nell'ordine Aphrodite di Pisces alla dodicesima casa, Shura di Capricorn alla decima e Death Mask di Cancer alla quarta, il Gold Saint del Sagittario entra nella terza e vi trova il Gold Cloth dei Gemelli incustodito. Aiolos è sicuro di poter fuggire indisturbato, ma improvvisamente Saga, che si trova alla tredicesima casa, quella del Sacerdote, controlla a distanza il suo Cloth e lancia l'Another Dimension per imprigionare sia Aiolos che Atena. Poco prima di riuscire nel suo obbiettivo, però, la parte buona di Saga si risveglia ed annulla la tecnica, permettendo ad Aiolos e ad Atena di fuggire.
In questo capitolo ci viene mostrato all'inizio che Aiolos e Saga erano considerati i Saint più forti, è che il vecchio Pope(Gran Sacerdote) doveva scegliere uno dei 2 per diventare il nuovo e successivo Pope.

### Saint Seiya Final Edition - Origin
In questo ulteriore prequel, anch'esso ad opera di Kurumada e presente nell'edizione finale del manga di Saint Seiya la Saint Seiya Final Edition, vengono narrate le origini di Saga, Kanon e della doppia personalità malefica di Saga: i due gemelli, nati in qualche angolo sconosciuto della Terra (presumibilmente la Grecia) vengono misteriosamente teletrasportati al Santuario, dove vengono trovati, in fasce, dal Gran Sacerdote Shion, il quale però nota subito che, insieme a loro, è presente anche un terzo bambino(chiamato "terzo gemello"). Tale bambino si scopre essere un Lemure(secondo la mitologia i Lemuri sono spiriti cattivi che dal regno dei morti tornano sulla terra a tormentare i vivi) inviato dalla malvagia dea Ker(divinità del destino dei guerrieri e sorella minore di Hypnos e Thanatos), allo scopo di causare la distruzione del Santuario facendolo colpire dall'interno. Dohko, dai Cinque Picchi, avverte il pericolo che la creatura potrebbe rappresentare ed invia un messaggio telepatico a Shion, consigliandogli di eliminarla, trattandosi del presagio malefico della Stella della dea Ker ma Shion rifiuta di compiere tale delitto, dal momento che ha detto che, nonostante sia un nemico, non può togliere la vita a un bambino appena nato. Il "terzo gemello" poi scompare emanando una luce abbagliante e entrando nel corpo di Saga, rendendo poi inconsapevoli Dohko e Shion cancellando i ricordi dei cavalieri dell'Ariete e della Bilancia. Anni dopo, dopo il tentato omicidio della piccola Athena(per conto del Saga malvagio), Saga, in preda al rimorso, tenta di suicidarsi con il Pugnale d'oro, ma in quel momento la dea Ker sembra impedirgli di togliersi la vita e gli dice che gli è stata affidata la missione di uccidere Athena sin da quando è nato e che non lo lascerà morire finché tale piano non sarà portato a termine.
13 anni dopo, durante la battaglia delle Dodici Case, il Lemure di Saga viene espulso dal suo corpo grazie alla luce dello Scudo di Atena usato da Seiya, e poi fugge raggiungendo Ker, che in quel momento si aggirava intorno al Santuario. La dea vedendo il Lemure lo calpesta.

## Personaggio

### Aspetto e personalità
Saga è un personaggio dalla doppia personalità, tratto che sottolinea la sua appartenenza alla costellazione dei Gemelli; il suo stesso aspetto varia a seconda della personalità dominante: quando è dominato dalla sua parte buona è raffigurato come un uomo dal viso pacifico, con gli occhi azzurri e i capelli biondi, mentre quando è dominato dalla sua parte malvagia il suo volto diventa malvagio e i suoi capelli neri. Nell'anime, come molti altri personaggi, Saga ha subito un cambio di tinta: la personalità buona ha i capelli e gli occhi blu, quella cattiva ha i capelli grigi e la sclera degli occhi rossa. Questa colorazione è stata mantenuta anche nelle successive opere derivate dal manga di Kurumada, come gli OAV della serie Hades, gli ONA Soul of Gold e il manga sequel Next Dimension. 
In Episode G, diversamente dalle precedenti versioni, la personalità buona di Saga ha i capelli grigi, quella cattiva li ha neri o blu scuro. Nel primissimo episodio dell'anime, invece, quando compare per arbitrare la sfida tra Seiya e Cassios, Saga, vestito come Grande Sacerdote, viene rappresentato erroneamente con i capelli castani. Nel manga e nell'anime classico, Saga non indossa alcun vestito sotto il Gold Cloth. In Soul of Gold, invece, ha un vestiario molto simile a quello del fratello Kanon, ossia maglietta a maniche corte blu, pantaloni grigi e polsi fasciati con delle bende.
Quando indossa i panni del Grande Sacerdote, il volto di Saga è oscurato dall'elmo che indossa. Nell'anime, invece, gli animatori hanno coperto il volto di Saga con una maschera blu (simile a quella delle Sacerdotesse Guerriero), aggiungendogli anche un elmo rosso (raffigurante una specie di Ofiuco, il tredicesimo segno zodiacale) e dei coprispalle dello stesso colore, decorati con degli spuntoni.
Quando è sotto il controllo della parte buona, Saga ha un carattere pacifico, gentile e leale ed è uno dei Saint più devoti alla dea Atena. Mu dell'Ariete (o Dohko nell'anime) racconta che Saga, prima degli eventi narrati nella serie classica, si distingueva per la sua generosità, al punto che tutti gli abitanti del Grande Tempio lo adoravano come un Dio. Quando è sotto il controllo della parte malvagia, invece, Saga diventa un essere senza scrupoli, assetato di potere, il cui unico scopo è quello di dominare la Terra spodestando Atena. Egli, infatti, si considera un salvatore, ossia il più adatto per proteggere gli uomini dagli dei dominando su di essi in quanto più forte. Nell'anime, la parte malvagia di Gemini si dimostra immeritevole di indossare il Gold Cloth dei Gemelli, il quale si stacca dal Gold Saint nel momento in cui quest'ultimo tenta di attaccare Atena.

### Cloth
Come tutti i Cavalieri di Atena anche Saga indossa un Cloth (o Sacra Armatura), più precisamente il Gold Cloth (o Armatura d'oro) dei Gemelli: questa rappresenta una figura con due teste e quattro braccia o, più precisamente, due gemelli fusi in uno per le spalle e privi di gambe. Il Cloth dei Gemelli esiste anche come Surplice, ovvero le armature degli Spectre di Ade, con una tinta viola e grigia e forme leggermente modificate.
In Saint Seiya: Soul of Gold, il Gold Cloth di Saga, che è stato bagnato dalle lacrime di Atena dopo la battaglia alle Dodici Case, riesce ad evolversi temporaneamente in God Cloth (o Armatura divina); esso copre quasi totalmente la superficie del suo corpo ed è dotato di ali. Nell'epilogo dello scontro con Loki, grazie a dei petali intrisi del sangue di Atena, Saga riesce a risvegliare anche il God Cloth definitivo, che dura più a lungo di quello precedente.
Una versione in parte ridisegnata del Gold Cloth dei Gemelli compare nel film remake La leggenda del Grande Tempio, dove mostra forme estetiche in parte basate sulla versione classica. Una differenza sta nella colorazione bicolore, con il lato sinistro dorato e quello destro nero.

## Tecniche e abilità
Saga è un Gold Saints capace di scagliare colpi fisici, mentali e dimensionali. In qualità di Cavaliere d'oro, e quindi facente parte dell'élite dell'esercito della Dea Atena, Saga possiede il Settimo senso, che gli permette di muoversi e lanciare attacchi alla velocità della luce. Sebbene non venga mai affermato nella serie classica, in Soul of Gold Saga viene definito il Gold Saint più potente della sua generazione.
 Di seguito vengono riportare le tecniche usate dal personaggio nel corso dei vari manga e anime:
- Galaxian Explosion: tecnica con cui Saga manifesta il suo cosmo facendo comparire attorno a sé una galassia, composta da numerose stelle e pianeti, che vanno simultaneamente in frantumi contro il nemico generando una potentissima deflagrazione di energia.[11] Nel doppiaggio italiano e nel manga di Granata Press questa tecnica viene tradotta Esplosione Galattica.[8]
- Another Dimension: tecnica che permette a Saga di creare una distorsione nello spazio-tempo che inghiottisce i nemici, scagliandoli in una dimensione senza stelle in cui gli avversari vagheranno per l'eternità. Nel doppiaggio italiano questa tecnica è stata chiamata Dimensione Oscura, mentre nel manga di Granata Press viene tradotta L'Altra Dimensione.[8]
- Genromaoken: tecnica di controllo mentale con cui Saga sferra un pugno verso l'avversario che ne attanaglia la mente obbligandola ad eseguire ogni suo ordine, l'avversario diventa così un suo fedele schiavo; l'effetto svanisce solo dopo aver obbedito all'ordine o dopo aver visto un avversario morire e il colpo può essere scagliato anche tramite il dito indice o per mezzo di un sottile raggio che s'innerva nel cervello dell'avversario.[45] In Episode G viene rivelato che questa tecnica è riservata esclusivamente al Grande Sacerdote ma Saga, pur essendo un impostore, è riuscito ad impararla, ma ciò vale solo per Episode G che non è canonico, infatti nel manga classico e nell'anime classico non viene mai detto nulla di tutto ciò.[46] Nel doppiaggio italiano questa tecnica è stata chiamata Fantasma/demone dell'Oscurità, nel manga di Granata Press Colpo del Re Diavolo, mentre in Episode G diventa Illusione Diabolica.[8]
- Oltre a queste tecniche Saga può generare un labirinto di illusioni alla casa dei Gemelli da cui è difficilissimo uscire e può controllare a distanza il suo Gold Cloth, facendolo persino assemblare così che possa combattere al suo posto[47];
- Durante la battaglia contro Seiya, Saga mostra inoltre di poter privare il suo avversario dei cinque sensi.[48]
- Sempre durante la battaglia con Seiya, Saga ci dice che i colpi alla velocità della luce non sono sufficienti a sconfiggerlo, è che bisogna colpirlo con qualcosa di più potente.[48]
- Nella saga di Hades si dimostra in grado di utilizzare l'Athena Exclamation  (アテナ・エクスクラメーション?, Atena Ekusukuramēshon, Urlo di Atena nel doppiaggio italiano[8]), tecnica proibita effettuabile solo da tre Gold Saints contemporaneamente e consistente in un'ondata di energia dotata di uno spaventoso potere distruttivo paragonabile a quello del Big Bang.[18][32][49]
- In Soul of Gold ci viene mostrato che Saga può usare Another Dimension anche come tunnel dimensionali(un accenno al manga classico dove Hyoga attraversa varie case dello zodiaco con Another Dimension), grazie a questi, Saga può raggiungere in pochi secondi e facilmente qualunque luogo attraverso i tunnel dimensionali da lui stesso creati.[50]

## Apparizioni

### In altri media
Oltre ai manga e agli anime, Saga compare in tre film. In La leggenda dei guerrieri scarlatti (1988), ambientato dopo le battaglie alle dodici case, viene resuscitato insieme a Shura del Capricorno, Camus dell'Acquario, Death Mask del Cancro e Aphrodite dei Pesci dal Dio Apollo, che lo integra nella sua guardia personale. Quando capisce che il Dio del Sole ha in mente di uccidere Atena, Saga decide di attendere il momento più propizio per intervenire. Consapevole che solo Seiya può sconfiggere Apollo, si reca dal Bronze Saint, incoraggiandolo e permettendogli di riprendersi dallo stato di depressione in cui era caduto in seguito alla morte apparente di Atena. Infine si sacrifica per uccidere Jaoh della Lince, uno dei seguaci di Apollo, per permettere a e agli altri Bronze Saints di salvare Atena. Questa pellicola non è in continuità con la serie classica.

Fa anche una breve apparizione in Le porte del paradiso (2005), ambientato dopo le battaglie contro Ade, dove viene punito per le sue azioni contro gli Dei e imprigionato, insieme agli altri Gold Saints (ad eccezione di Aiolos), in una specie di scogliera d'ambra sulla Terra in stato di totale incoscienza. Inizialmente, questo film avrebbe dovuto essere l'inizio del seguito ufficiale della serie classica, con il benestare di Masami Kurumada, che aveva scritto un breve capitolo di prologo. Tuttavia, a seguito dello scarso successo del film al cinema, Le porte del paradiso venne successivamente disconosciuto dal mangaka, alludendo anche al fatto che molti elementi da lui proposti per la trama non furono usati dal regista Yamaguhi.

Nel film in CGI I Cavalieri dello zodiaco: La leggenda del Grande Tempio (2014), che ri-narra la battaglia alle Dodici Case, con modifiche alla trama e al design dei personaggi, le vicende di Saga sono molto diverse. Uccide a tradimento Aphrodite dei Pesci, e grazie al Cosmo sottratto a Saori Kido risveglia una creatura di pietra con le sembianze del dio egizio Anubi che incomincia a distruggere il Grande Tempio. In seguito si trasforma in un terrificante mostro, mettendo in difficoltà tutti i suoi avversari. Ad un passo dalla vittoria, però, lo spirito di Aiolos arriva in aiuto di Seiya che, indossando il Gold Cloth del Sagittario, unisce il suo cosmo a quello di Saori Kido per sconfiggere definitivamente Saga. Ferito dalla freccia dell'armatura del Sagittario, il Gold Saint dei Gemelli viene ritrovato in fin di vita da Saori e, prima di morire, chiede perdono per tutte le sue azioni malvagie.
Appare anche nel manga sequel canonico Saint Seiya Next Dimension dove sotto forma di spirito insieme agl'altri 11 Golds Saint aiuta Atena ad uscirà da una distorsione spazio-temporale.